# Mohamed Arjaoui
Unathi Moham(m)ed (Al-)Arjaoui (arabisch محمد العرجاوي, DMG Muḥammad al-ʿArǧāwī; * 6. Juni 1987 in Mohammedia) ist ein marokkanischer Amateurboxer im Superschwergewicht. Er ist rund 1,87 m groß und war Olympiateilnehmer der Jahre 2008, 2012 und 2016.

## Karriere
Arjaouis erster internationaler Wettkampf im Männerbereich war ein Turnier in Fès, Marokko, bei dem er den dritten Platz im Schwergewicht (bis 91 kg) belegte. Im Jahr darauf nahm erstmals an einer internationalen Meisterschaft, den panarabischen Spielen, teil, schied aber bereits im ersten Kampf gegen Ihab Darweesh, Jordanien, vorzeitig aus. 2008 nahm Arjaoui am afrikanischen Olympiaqualifikationsturnier in Algier teil und erreichte das Finale und damit die Qualifikation für die Olympischen Spiele 2008 in Peking. Dort gewann er im ersten Kampf gegen Brad Pitt, Australien (11:6), verlor dann aber im Viertelfinale äußerst knapp gegen den späteren Bronzemedaillengewinner Deontay Wilder, Vereinigte Staaten (+10:10).
2009 gewann Arjaoui seine erste Medaille bei einer internationalen Meisterschaft. Bei den Mittelmeerspielen 2009 konnte er u. a. Bahram Muzaffer, Türkei (10:8), schlagen, bevor er im Halbfinale gegen den Gewinner der Afrikaspiele 2007 Mourad Sahraoui, Tunesien (6:2), verlor und damit eine Bronzemedaille gewann. Die Weltmeisterschaften 2009 enden für Arjaoui im Viertelfinale gegen den späteren Silbermedaillengewinner Osmay Acosta, Kuba (6:2). Bei den Spielen der Frankophonie im selben Jahr erkämpft er sich eine Silbermedaille. In der Saison 2010/2011 kämpfte Arjaoui für die Istanbulls erstmals in der World Series of Boxing. Erstmals im Superschwergewicht (über 91 kg) kämpfend gewinnt er drei von fünf Kämpfen. 2011 gewinnt Arjaoui die Silbermedaille bei den Afrikameisterschaften, bevor er bei den Weltmeisterschaften im ersten Kampf gegen Sergei Kusmin, Russland (12:9), gewann, dann aber im Achtelfinale gegen den späteren Silbermedaillengewinner Anthony Joshua, Vereinigtes Königreich (16:7), ausschied. Bei den Panarabischen Spielen im selben Jahr kann Arjaoui dann seine erste Goldmedaille. In der Saison 2011/12 betritt er nur einen einzigen Kampf für die Los Angeles Matadors in der World Series of Boxing, welchen er verliert. 2012 gelingt Arjaoui mit einem Sieg bei afrikanischen Olympiaqualifikationsturnier seine zweite Qualifikation für die Olympischen Spiele. Bei den Spielen in London gewinnt er dann im ersten Kampf gegen Blaise Yepmou, Kamerun (15:6), bevor er im Viertelfinale gegen den Titelverteidiger und späteren Silbermedaillengewinner Roberto Cammarelle, Italien, knapp mit 12:11 Punkten verliert.
In der Saison 2012/13 betritt Arjaoui wiederum nur einen Kampf für die British Lionhearts in der World Series of Boxing, den er gegen Filip Hrgović, Kroatien, mit 3:0 Punktrichterstimmen verlor. 2013 gewann er eine Bronzemedaille bei den Mittelmeerspielen und 2014 eine bei den Militärweltmeisterschaften. 2015 gewann er die Goldmedaille der Afrikameisterschaften, bevor er bei den Weltmeisterschaften im ersten Kampf Edgar Muñoz, Venezuela, durch TKO in der 3. Runde schlug, dann aber im Achtelfinale gegen den späteren Bronzemedaillengewinner Joseph Joyce, Vereinigtes Königreich (3:0), ausschied. Die damit verpasste Qualifikation für die Olympischen Spiele 2016 holte Arjaoui beim afrikanischen Olympiaqualifikationsturnier im Jahr 2016 nach. Er konnte sich somit zum dritten Mal für die Olympischen Spiele qualifizieren.

## Erfolge
- Januar 2008: 2. Platz im Schwergewicht bei der Afrikanischen Olympiaqualifikation in Algier
- August 2008: 5. Platz im Schwergewicht bei den Olympischen Sommerspielen in Peking (Nl gegen Deontay Wilder knapp mit +10:10)
- Juni 2009: 3. Platz im Schwergewicht bei den Mittelmeerspielen in Pescara
- September 2009: 2. Platz im Schwergewicht bei den Spielen der Frankophonie in Beirut
- September 2009: 5. Platz im Schwergewicht bei den Weltmeisterschaften in Mailand (Nl gegen Osmay Acosta)
- Dezember 2010: 2. Platz im Superschwergewicht beim Afrikanischen Nationencup in Algier
- Juni 2011: 2. Platz im Superschwergewicht bei den Afrikanischen Meisterschaften in Yaoundé
- September 2011: 7. Platz im Superschwergewicht bei den Weltmeisterschaften in Baku (Nl gegen Anthony Joshua)
- Dezember 2011: 1. Platz im Superschwergewicht bei den Panarabischen Spielen in Doha
- April 2012: 1. Platz im Superschwergewicht bei der Afrikanischen Olympiaqualifikation in Casablanca (Siege gegen Aymen Trabelsi aus Tunesien, Kamel Rahmani aus Algerien, Charles Okoth aus Kenia und Blaise Medouo aus Kamerun)
- Juli 2012: 5. Platz im Superschwergewicht bei den Olympischen Sommerspielen in London (Nl gegen Roberto Cammarelle knapp mit 11:12)
- Juni 2013: 3. Platz im Superschwergewicht bei den Mittelmeerspielen in Mersin
- Mai 2014: 3. Platz im Superschwergewicht bei den Militärweltmeisterschaften in Almaty
- Januar 2015: 2. Platz im Superschwergewicht beim AIBA Pro Boxing Turnier in Baku (Siege u. a. gegen Tony Yoka und Məhəmmədrəsul Məcidov, Nl gegen Erik Pfeifer)
- August 2015: 1. Platz im Superschwergewicht bei den Afrikanischen Meisterschaften in Casablanca
- März 2016: 2. Platz im Superschwergewicht bei der Afrikanischen Olympiaqualifikation in Yaoundé
- August 2016: Vorrunde im Superschwergewicht bei den Olympischen Sommerspielen in Rio de Janeiro
- Mai 2017: 3. Platz im Superschwergewicht bei den Islamic Solidarity Games in Baku